# Ann Linde

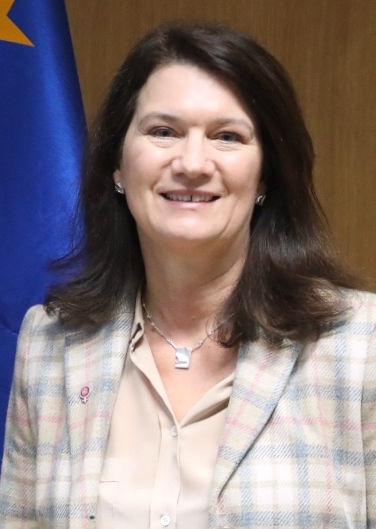
Ann Linde (2021)

Ann Linde (* 4. Dezember 1961 in Helsingborg) ist eine schwedische Politikerin (SAP) und war bis Oktober 2022 Außenministerin in der Regierung Andersson.

## Leben
Nach ihrer Schulzeit arbeitete Linde für verschiedene Schülerorganisationen und war von 1984 bis 1988 Generalsekretärin des Landsrådet för Sveriges Ungdomsorganisationer, einer Vereinigung schwedischer Jugendorganisationen, die damals von den Jugendorganisationen der Parteien dominiert wurde. 1994 schloss Linde ihr Studium der Politikwissenschaft, Soziologie und Wirtschaft an der Universität Stockholm ab.
Zwischen 1994 und 1998 war Linde Beraterin des Ministers für Außenhandel und EU-Angelegenheiten Mats Hellström und des Verteidigungsministers Björn von Sydow. Von 1999 bis 2000 arbeitete sie für die Reichstagsfraktion der Sozialdemokraten. 2000 wurde Linde Sekretärin für Internationales bei der Sozialdemokratischen Arbeiterpartei. Von 2013 bis 2014 leitete sie die internationale Abteilung der Sozialdemokratischen Partei Europas.
Mit der Bildung der rot-grünen Regierung Löfven I im Jahr 2014 wechselte sie als Staatssekretärin in das schwedische Innenministerium. Bei einer Regierungsumbildung im Mai 2016 übernahm Linde das neu geschaffene Amt der EU- und Handelsministerin, das dem Außenministerium zugeordnet war. Nach der Reichstagswahl 2018 wurde sie Handelsministern und Ministern für nordische Zusammenarbeit in der Regierung Löfven II. Nach Margot Wallströms Rücktritt als Außenministerin wurde Ann Linde am 10. September 2019 neue schwedische Außenministerin. Dieses Amt behielt sie auch in den Regierungen Löfven III und Andersson.